# 戟叶醉鱼草
戟叶醉鱼草（学名：Buddleja hastata）是玄参科醉鱼草属的植物。分布在中国大陆的西藏等地，生长于海拔2,000米至3,800米的地区，一般生于山地灌木丛中，目前尚未由人工引种栽培。